# Лук'яненко Микола Григорович
Лук'яненко Микола Григорович — (нар. 16 жовтня 1947, Одеса — пом. 22 липня 2011, Одеса) — український хімік-органік, доктор хімічних наук, професор, член-кореспондент НАН України. Лауреат Державної премії України (1991).

## Біографія
Народився 16 жовтня 1947 р. в Одесі. Закінчив школу зі срібною медаллю (1965), хімічний факультет Одеського державного університету ім. І. І. Мечникова з відзнакою за фахом «<органічна хімія». Вступив до аспірантури при кафедрі органічної хімії ОДУ (1970). Служив у лавах Радянської армії (1970—1972). Продовжував навчання в аспірантурі (1972—1976). Присвоєно вчене звання старшого наукового співробітника за фахом «органічна хімія» (1980). Завідував відділом Хімії макроциклічних комплексів (1982). Очолює відділ біоорганічної хімії (1984). Обраний на посаду професора кафедри органічної хімії ОДУ (1984). Присвоєне вчене звання професора за фахом «органічна хімія» (1985).
У 1991 р. отримав звання Лауреат Державної премії України у галузі науки і техніки за цикл наукових робіт «Макрогетероцикли: синтез, структура, властивості» в складі авторського колективу (1991).

## Наукова діяльність
Лук'яненко  М. Г. є фахівцем тонкого органічного синтезу і фізико-органічної хімії поліфункціональних  макрогетероциклів. Займається розробкою методів, вивченням зв'язку структури, властивостей і комплексоутворюючої здатності цих сполук з метою розвитку спрямованих методів синтезу високо-селективних лігандів, заторів і біологічно активних сполук. Автор більше ніж 300 наукових публікацій та великої кількості винаходів. Учасник міжнародних конференцій і симпозіумів. Член Міжнародного консультативного комітету з макроциклічної хімії.

## Праці
- Краун-эфиры и криптанды / Н. Г. Лукьяненко, А. В. Богатский, Т. И. Кириченко // Журн. Всесоюз. хим. о-ва им. Д. И. Менделеева. — 1985. — Т. 30. — С. 487—499.
- Makroheterocycles. Part 44. Facile Sinthesis of Azacrown Ethers and Cryptands in a TwoPhase System / N. G. Lukyanenko, S. S. Basok, L. K. Filonova // Journal of the Chemical Society, Perkin Transactions 1. — 1988. — P. 3141-3147.
- Makroheterocycles. Part 42. A Facile Synthesis of Dihydroxy Cryptands and their Dehidroxylation / N. G. Lukyanenko, A. S. Reder // Journ. of the Chem. Society. Perkin Transactions 1. — 1988. — P. 2533—2536.
- Makroheterocycles-LVI. Complex formation of the cryptands containing two propylene fragments in one of the bridges with alkali and alkalineearth cations / N. G. Lukyanenko, N. Yu. Nazarova, V. I. Vetrogon, N. I. Vetrogon, A. S. Reder // Polyhedron. — 1990. — Vol. 9. — P. 1369—1374.
- Crown ethers: Applications to organic synthesis (part 1) / N. G. Lukyanenko // Janssen Chimica Acta. — 1991. — Vol. 9 — P. 3-10.
- Crown ethers: Applications to organic synthesis (part 2) / N. G. Lukyanenko // Janssen Chimica Acta. — 1992. — Vol. 10. — P. 12-18.
- Ионселективные электроды на основе полифункциональных макрогетероциклов / Н. Г. Лукьяненко, Н. Ю. Титова // Журн. аналит. химии. — 1994. — Т. 49. — С. 662—675.
- New Phenol-containing Bis(azacrownether)s: Synthesis and Complexing Properties / N. G. Lukyanenko, V. N. Pastushok, A. V. Bordunov, V. I. Vetrogon, N. I. Vetrogon, J. S. Bradshaw // Journ. of the Chem. Society. Perkin Transactions. 1. — 1994. — P. 14891493.
- A PC Compatable Computer Program for the Calculation of Equilibrium Constants by the simultaneous Processing of Different Sets of Experimental Results / N. G. Lukyanenko, V. I. Vetrogon, M.-J. Schwing-Weill. F. Arnaud-Neu // Talanta. — 1994. — Vol. 41. — P. 2105—2112.
- A New Approach to the Synthesis of Phenol-Containing Macrohetrocycles / N. G. Lukyanenko, A. V. Bordunov, V. N. Pastushok, K. E. Krakowiak, J. S. Bradshaw, N. K. Dalley // Journ. of the Org. Chem. — 1995. — Vol. 60. — P. 4912-4918.
- Einhorn Reaction for the Synthesis of Aromatic Building Blocs for Macrocyclization / N. G. Lukyanenko, V. N. Pastushok, K. Hu, J. S. Bradshaw, N. K. Dalley, A. V. Bordunov. // Journal of Organic Chemistry — 1997. — Vol. 62. — P. 212—215.